# Wereldkampioenschappen alpineskiën 1991
De Wereldkampioenschappen alpineskiën 1991 werden van 22 januari tot en met 3 februari 1991 gehouden in Saalbach-Hinterglemm in Oostenrijk. Er stonden tien onderdelen op het programma, vijf voor mannen en vijf voor vrouwen.

## Wedstrijdschema
| Datum      | Mannen                        | Vrouwen                       |
| ---------- | ----------------------------- | ----------------------------- |
| 22 januari | Slalom                        |                               |
| 23 januari | Super G                       |                               |
| 25 januari |                               | Alpine Combinatie (afdaling)  |
| 26 januari |                               | Afdaling                      |
| 27 januari | Afdaling                      |                               |
| 28 januari | Alpine Combinatie (afdaling)  |                               |
| 29 januari |                               | Super G                       |
| 30 januari | Alpine Combinatie (2x slalom) |                               |
| 31 januari |                               | Alpine Combinatie (2x slalom) |
| 1 februari |                               | Slalom                        |
| 2 februari |                               | Reuzenslalom                  |
| 3 februari | Reuzenslalom                  |                               |

## Medailles

### Mannen
| Onderdeel    | Goud                          | Goud    | Zilver                          | Zilver  | Brons                           | Brons   |
| ------------ | ----------------------------- | ------- | ------------------------------- | ------- | ------------------------------- | ------- |
| Combinatie   | Stephan Eberharter Oostenrijk | 16.28   | Kristian Ghedina Italië         | 26.41   | Günther Mader Oostenrijk        | 27.54   |
| Afdaling     | Franz Heinzer Zwitserland     | 1.54,91 | Peter Runggaldier Italië        | 1.55,16 | Daniel Mahrer Zwitserland       | 1.55,57 |
| Reuzenslalom | Rudolf Nierlich Oostenrijk    | 2.29,94 | Urs Kälin Zwitserland           | 2.30,29 | Johan Wallner Zweden            | 2.30,73 |
| Slalom       | Marc Girardelli Luxemburg     | 1.55,38 | Thomas Stangassinger Oostenrijk | 1.55,96 | Ole Kristian Furuseth Noorwegen | 1.56,00 |
| Super G      | Stephan Eberharter Oostenrijk | 1.26,73 | Kjetil André Aamodt Noorwegen   | 1.28,27 | Franck Piccard Frankrijk        | 1.28,55 |

### Vrouwen
| Onderdeel    | Goud                           | Goud    | Zilver                      | Zilver  | Brons                           | Brons   |
| ------------ | ------------------------------ | ------- | --------------------------- | ------- | ------------------------------- | ------- |
| Combinatie   | Chantal Bournissen Zwitserland | 26.45   | Ingrid Stöckl Oostenrijk    | 33.76   | Vreni Schneider Zwitserland     | 42.13   |
| Afdaling     | Petra Kronberger Oostenrijk    | 1.29,12 | Nathalie Bouvierl Frankrijk | 1.29,56 | Svetlana Gladishiva Sovjet-Unie | 1.29,63 |
| Reuzenslalom | Pernilla Wiberg Zweden         | 2.07,45 | Ulrike Maier Oostenrijk     | 2.07,61 | Traudl Hächer Gavet Duitsland   | 2.08,03 |
| Slalom       | Vreni Schneider Zwitserland    | 1.25,90 | Nataša Bokal Joegoslavië    | 1.26,06 | Ingrid Salvenmoser Oostenrijk   | 1.26,56 |
| Super G      | Ulrike Maier Oostenrijk        | 1.08,72 | Carole Merle Frankrijk      | 1.08,83 | Anita Wachter Oostenrijk        | 1.08,85 |

### Medailleklassement
| Plaats | Land        | Goud | Zilver | Brons | Totaal |
| 1      | Oostenrijk  | 5    | 3      | 3     | 11     |
| 2      | Zwitserland | 3    | 1      | 2     | 6      |
| 3      | Zweden      | 1    | 0      | 1     | 2      |
| 4      | Luxemburg   | 1    | 0      | 0     | 1      |
| 5      | Frankrijk   | 0    | 2      | 1     | 3      |
| 6      | Italië      | 0    | 2      | 0     | 2      |
| 7      | Noorwegen   | 0    | 1      | 1     | 2      |
| 8      | Joegoslavië | 0    | 1      | 0     | 1      |
| 9      | Duitsland   | 0    | 0      | 1     | 1      |
| 9      | Sovjet-Unie | 0    | 0      | 1     | 1      |
| Totaal | Totaal      | 10   | 10     | 10    | 30     |